# Jean Faydherbe
Jean Faydherbe var en skulptör verksam i Sverige i slutet av 1650-talet.
Faydherbes personliga data är okända men han förmodas vara en fransk bildhuggare som var verksam vid hertig Longuevilles hov. Han kom till Sverige omkring 1654 och var det året anlitad av Magnus Gabriel De la Gardie för arbeten på gravmonumentet över Johan De la Gardie i Veckholm. De två friskulpturer på detta monument som tillskrivs Faydherbe är utförda med en klar och enkel formgivning med en betydande skulptural säkerhet. Vid undersökning av dessa två skulpturer och gravmonumentet över generalen Torsten Stålhandske och hans hustru i Åbo domkyrka har man kommit fram till att Faydherbe troligen är upphovsman till även detta gravmonument. 1656 var han verksam vid Riddarhusbygget och utförde ett trettiotal ritningar för dekorativa fönsterutsmyckningar. Jean de la Vallé pläderade 1659 för att Faydherbe skulle knytas helt till Riddarhusbygget med motiveringen att man ingen i staden får som bättre arbete giör. Han slöt en överenskommelse om utförandet av Riddarhusets norra och södra portaler 1659 men han lämnade Sverige 1661 utan att han fullföljde uppdraget.         